# Hillegom vasútállomás
Hillegom vasútállomás egy vasútállomás Hollandiában, Hillegom településen.

## Vasútvonalak
Az állomást az alábbi vasútvonalak érintik:
- Amsterdam–Rotterdam-vasútvonal

## Kapcsolódó állomások
A vasútállomáshoz az alábbi állomások vannak a legközelebb:
- Heemstede-Aerdenhout vasútállomás
- Voorhout vasútállomás